# Frontespizio del Commento di Servio a Virgilio
Il Frontespizio del Commento di Servio a Virgilio è una pagina miniata da Simone Martini per Francesco Petrarca nel 1340.
Fa parte del Ms. A 79 inf. (già S.P. 10/27) conservato fino al 1500 nella Biblioteca visconteo sforzesca e ora nella Biblioteca Ambrosiana di Milano.

## Descrizione e autore
La pagina miniata mostra, con dovizia di dettagli naturalistici e con uno stile raffinato dalle tinte tenui tipiche dell'artista, il commentatore latino Servio intento a sollevare una tenda semitrasparente e mostrare il sommo poeta sdraiato, mentre sembra trarre l'ispirazione guardando il cielo, con in mano penna e libro. L'atto dello scostare la tenda è una chiara metafora della divulgazione del commentatore. Assistono alla scena un soldato, un pastore e un contadino, che alludono ai temi epici, pastorali, bucolici cantati nell'opera del poeta.
L'opera testimonia l'amicizia nata tra i due artisti alla corte di Benedetto XII ad Avignone: secondo l'interpretazione di una poesia del Petrarca, Simone avrebbe dipinto un ritratto di Laura (sonetti LXXVII e LXXVIII del Canzoniere). Anche se alcuni pensano che i versi si possano riferire invece a Simone da Cremona, miniatore attivo a Napoli dal 1335 circa, è più probabile l'ipotesi del Martini, anche per la relazione documentata dalla miniatura del Commento.
I versi recitano:
Onde questa gentil donna si parte;

Ivi la vide e la ritrasse in carte,

Per far fede quaggiù del suo bel viso»
(Il Canzoniere, Per mirar Policleto a prova fiso)

## Vicende del manoscritto
Il manoscritto ebbe una vita assai travagliata: alla morte del Petrarca confluì nelle raccolte librarie dei Carraresi, ma quando Gian Galeazzo Visconti conquistò Padova nel 1388 il codice (insieme a tutte le raccolte librarie dei signori di Padova) venne depositato nella Biblioteca Viscontea di Pavia. Nel 1471 il manoscritto fu prestato per venti giorni ad Alessandro Sforza, signore di Pesaro, che intendeva averne copia. Dopo la caduta di Ludovico il Moro nel 1500, Luigi XII di Francia decise di portare in Francia gran parte dei codici della Biblioteca visconteo sforzesca; ma, prima del prelievo, un certo Antonio di Pirro di Pavia riuscì a sottrarre il manoscritto. Negli ultimi anni del XVI secolo il manoscritto era a Roma, in proprietà del cardinale Agostino Cusani, il quale lo vendette a Federico Borromeo.